# Brookesia micra
Brookesia micra je druh chameleona z ostrova Nosy Hara, který spadá pod město Antsiranana na severu Madagaskaru. Byl objeven až 14. února 2012 spolu s dalšími třemi příbuznými druhy. Je nejmenším známým chameleonem a patří i mezi nejmenší plazy světa.

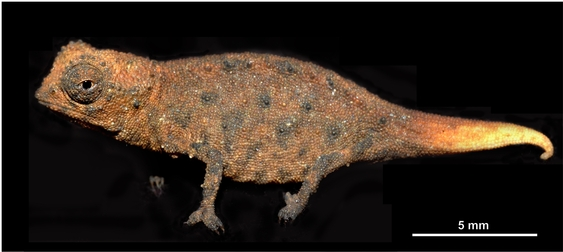
Brookesia micra

## Taxonomie
Brookesia micra byla v únoru roku 2012 objevena a pojmenována týmem vědců vedeným Frankem Glawem z Bavorské státní zoologické sbírky. Jedná se o druh chameleona spadající do podčeledi brokesie z čeledi chameleonovití.

## Etymologie
Druhový epitet tohoto chameleona byl odvozen z latinské formy řeckého slova „μικρός“ (mikros), což znamená „drobný“ nebo „malý“ a odkazuje na fyzickou velikost tohoto druhu.

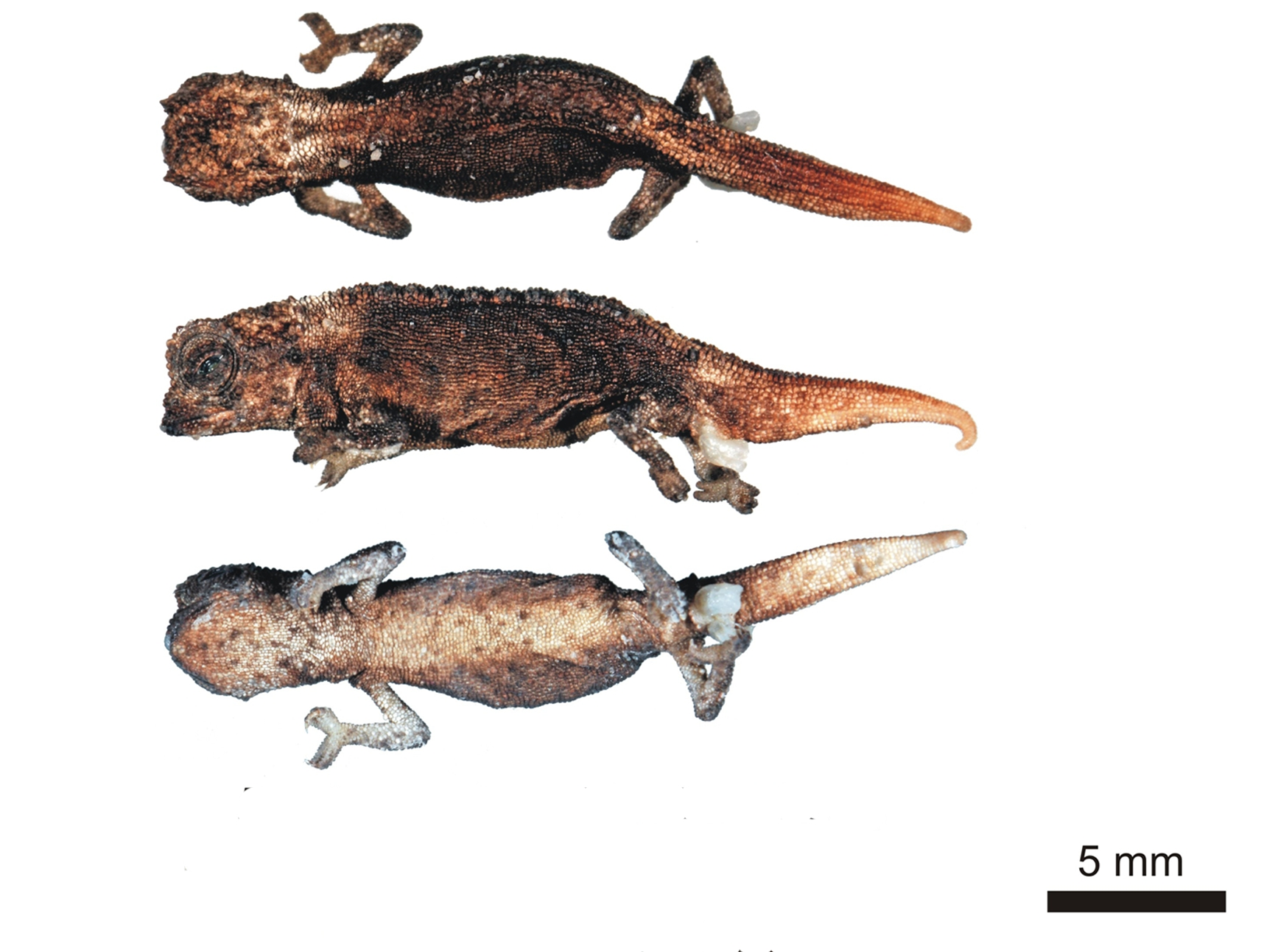
Brookesia micra

## Popis
Jedná se o jedna z nejmenších amniot (blanatých čtyřnohých obratlovců). Dospělá samička chameleona Brookesia micra může dorůst velikosti 29 milimetrů (1,1 palce) včetně ocasu. Samci jsou menší, měří okolo 16 milimetrů (0,63 palce). Oproti příbuznému druhu Brokesie nejmenší má Brookesia micra kratší ocas a větší hlavu. Dospělí chameleoni tohoto druhy mívají oranžově zbarvené ocasy, zatímco ostatní příbuzné druhy mají ocas nenápadně hnědý. Velikost chameleona je možná způsobena ostrovním nanismem (stav, kdy se během evoluce zvíře zmenší, protože jeho genofond je uvězněn na malém prostoru s omezenými zdroji potravy, v tomto případě na ostrově Nosy Hara, během kterého se skrze přírodní výběr ukáže pro zvíře praktičtější malý vzrůst a s ním svázané menší množství potravy nutné k přežití).

## Chování
Brookesia micra je druh plaza s denní aktivitou. Přes den se drží u země v napadaných listech, který mu poskytuje dobrou skrýš, v noci se ale skrývá před predátory na vyvýšená místa (asi 10 centimetrů nad zem).

## Rozšíření

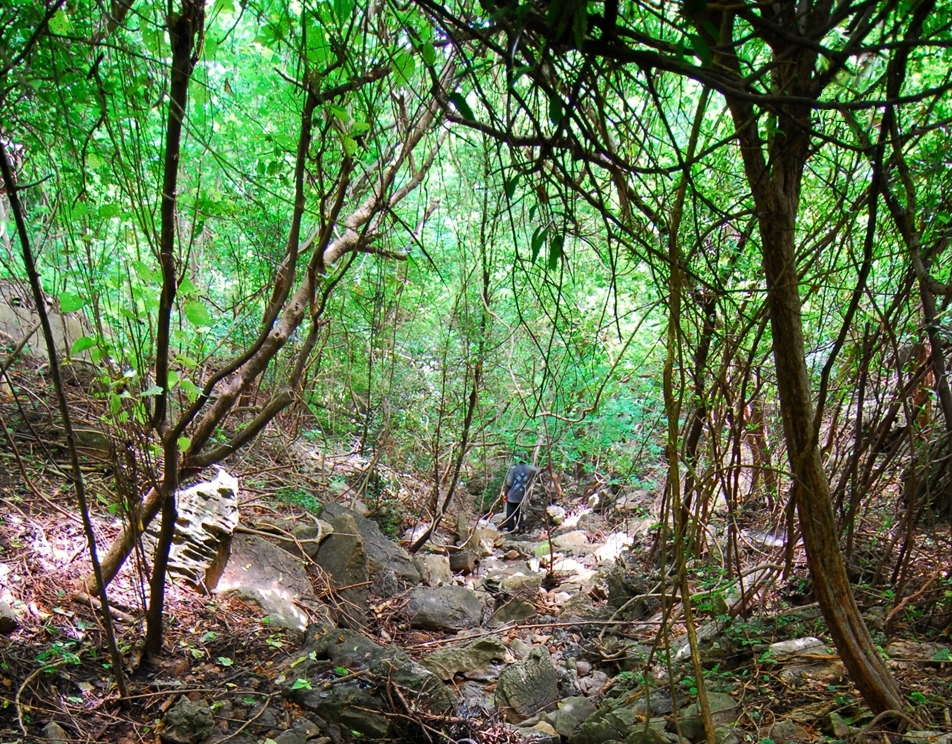
Typický habitat druhu Brookesia micra

Brookesia micra je ostrovní endemit obývající jediný ostrov Nosy Hara, stejně jako další tři příbuzné druhy. Jako všichni endemité je i tento chameleon žijící v oblasti podléhající ilegální těžbě dřeva velmi citlivý na změny habitatu. Pokud bude těžba dřeva pokračovat, může se přirozené životní prostředí tohoto druhu zmenšit natolik, že se druh stane ohroženým. V současné době je Brookesia micra na seznamu téměř ohrožených taxonů podle Červeného seznamu ohrožených druhů.